# 북말루쿠주

북말루쿠주의 위치

북말루쿠주(인도네시아어: Provinsi Maluku Utara)는 인도네시아의 주 가운데 하나로, 말루쿠 제도의 북부 지역을 관할한다. 계획상의 주도는 할마헤라섬에 있는 도시인 소피피이지만 실질적인 주도 역할은 트르나테섬이 담당한다. 인구는 1,035,478명(2010년 기준)이며 면적은 39,959.99km2이다.
1999년 말루쿠 제도의 북부 지역이 말루쿠주에서 분리되어 신설되었다. 북말루쿠주의 경제는 농업, 수산업, 광업에 의존하고 있는데 주요 생산 품목으로는 코프라, 육두구, 정향나무, 물고기, 쌀, 옥수수, 콩, 코코넛, 감자, 고구마, 사고, 유칼립투스, 금, 니켈 등이 있다.

북말루쿠주의 기
북말루쿠주의 문장

## 같이 보기
- 말루쿠주